# Werner Brückner (Schriftsteller)
Werner Brückner (* 15. September 1944 in Aue) ist ein deutscher Schriftsteller.

## Leben und Wirken
Werner Brückner wuchs in Leipzig auf. Er absolvierte das Abitur und Berufsausbildungen als Krankenpfleger, Schriftsetzer und Kriminalpolizist. Er arbeitete u. a. als Buchhändler, Lektor, Verleger und studierte Medizin, Pädagogik, Wissenschaftsökonomie und schließlich Literatur am Institut für Literatur „Johannes R. Becher“ in Leipzig. Seit 1982 ist er freiberuflicher Schriftsteller.
Seine erste Buchveröffentlichung erschien 1986 im Mitteldeutschen Verlag. In Der Fiedler im Stroh, für das er einen Förderpreis erhielt, gestaltete er in 28 Episoden Menschen, die sich in Entscheidungssituationen befinden. Der vom selben Verlag 1988 herausgebrachte Nachfolger Später Sommer ist eine längere Erzählung, die eine mit einem Ehepartner-Überdruss verbundene Midlife-Crisis zum Thema hat. Als Teilnehmer am DDR-Schriftstellerkongress beteiligte er sich auch auf höherer Ebene am Literaturbetrieb.
Brückner lebte und arbeitete unter anderem in Moskau, Kiew, Havanna, Windhoek und Otjiwarongo (Namibia).
Er lebt heute in Nedlitz und hat sich weitgehend vom öffentlichen Literaturbetrieb zurückgezogen.

## Bibliografie
- Der Fiedler im Stroh. Geschichten (= Kleine Edition). Mitteldeutscher Verlag, Halle (Saale) / Leipzig 1986, ISBN 3-354-00074-0.
- Später Sommer. Vom Ende eines Märchens (= Kleine Edition). Mitteldeutscher Verlag, Halle (Saale) / Leipzig 1988, ISBN 3-354-00313-8.
- Imaginärer Lebenslauf. In: Späte Besuche. Porträtsammlung bildender Künstler (= Magdeburger Schriftenreihe). Rat der Stadt Magdeburg, Abteilung Kultur, Magdeburg 1988.
- Unter freiem Himmel. In: Die zweite Beschreibung meiner Freunde. DDR-Prosa der 70er und 80er Jahre. Ausgewählt und mit einem Nachwort versehen von Hagen Bartusch und Ute Scheffler. Mitteldeutscher Verlag, Halle (Saale) / Leipzig 1989, ISBN 3-354-00547-5, S. 57–66.
- Mären und Sagen aus dem östlichen Winkel des Kreises Osterburg. (Sophie von Sichart) (Hrsg.). Schwarzholz bei Stendal 1989. (Unklare Beteiligung; Angabe laut Website.)[6]
- als Herausgeber: Aberglaube und Sympathie in der Altmark. Der Ufer Verlag Werner Brückner, Schwarzholz 1991.
- Das Mädchen aus dem Café Chantant. Geschichten. Lilienthal, Simmering 1998, ISBN 3-927723-36-3.
- Tangermünde (= Die Reihe Archivbilder). Sutton, Erfurt 1998, ISBN 3-89702-037-8.
- Zeit der Verwandlung. In: Morgenlicht. Literarische Sammlung aus Sachsen-Anhalt. Der Ufer Verlag Werner Brückner, Schwarzholz 1993.
- Ungenannter Beitrag in: Kleine Bettlektüre für bodenständige Altmärker. Eine literarische Wanderung durch das geschichtsträchtige herb-schöne Land zwischen Stendal und Salzwedel, Osterburg und Gardelegen. Ausgewählt von Sonja Schnitzler. Scherz, Bern / München / Wien, 1993, ISBN 3-502-39135-1.
- Die Sehnsucht nach dem schönen Augenblick. Theaterstück, Musik: Thomas Stein, 2000.
- als Herausgeber: Arneburg – Goldbeck – Werben und Umland (= Das Wissen der Region; Band 1). Edition Kulturförderverein Östliche Altmark, Hohenberg-Krusemark 2005, ISBN 3-00-017751-5.
- Ungenannter Beitrag in: Weltnest. Literarisches Leben in Leipzig 1970–1990. Peter Gosse, Helfried Strauß (Hrsg.), Fotografien von Helfried Strauß. Mitteldeutscher Verlag, Halle (Saale) 2007, ISBN 978-3-89812-508-6.
- Ein Abend von Lilien. Sefardische Geschichten., E-Book, Nedlitz (Jerichower Land) 2014.
- diverse Veröffentlichungen und journalistische Arbeiten in literarischen und anderen Zeitschriften wie Neue Deutsche Literatur (Berlin), Der Stint (Bremen), Magdeburger Blätter, Der Fährmann (beide Magdeburg), Das Magazin (Berlin) etc.

## Auszeichnungen
- 1986: Förderpreis des Institutes für Literatur und des Mitteldeutschen Verlages
- 1988: Kunst- und Kulturpreis des Kreises Osterburg
- 1993: Förderstipendium Deutscher Kulturfonds
- 1994: Förderstipendium Sächsisches Kultusministerium